# Den 19. December 1863
Den 19. December 1863 is een lied gecomponeerd door Niels Gade. Hij schreef muziek bij een tekst van Christian Richard. De tekst refereert aan het overlijden van koning Frederik VII van Denemarken, die een maand eerder overleed. De schrijver heeft het over de sombere stemming (Het was zo duister in de kerk rondom de sarcofaag van de koning). 
Tekst:
Der var saa sort i Kirken om Kongens Sarkofag;
det var som Danmarks Lykke blev jordet idag.
Der var saa sort i Kirken og lige sort er her:
Mulm foruden Stjerner og Mørke fjernt og nær.
I Syd, af gridske Fjender en lynsvanger Sky;
I Nord, hos vore Frænder kun Taage til Ly;
i Øster og i Vester knagende, knugende Is -
hvor skal dog vor lille Baad gaa fri for Forlis?
Opad er der Lysning og opad er der Haab!
Der sidder Lynets Herre, Han hører vore Raabl
Han kan Stormen stille og slukke Skyens Brand,
i Taagen tænde Stjerner og smelte Is til Vand!